# Handbal Club Kiewit
Handbal Club Kiewit was een Belgische handbalclub uit Kiewit, een gehucht nabij Hasselt.

## Historiek
De club werd opgericht in 1958. In 1999 werden ze sportieve activiteiten stopgezet, het stamnummer 191 werd overgenomen door KV Sasja HC Hoboken. Hierdoor kon Sasja de degradatie uit de eerste nationale dat seizoen vermijden.